# Sebastiano Fini
Pour les articles homonymes, voir Fini.
Sebastiano Fini (1949 à Dorno, Lombardie, Italie - 2003 à Marseille en France) est un sculpteur, plasticien, photographe, musicien et scénographe italien.

## Biographie
Sebastiano Fini (1949-2003) est né en 1949 à Dorno (Lombardie) en Italie. Sculpteur, plasticien, photographe, musicien et scénographe, cet artiste célèbre la femme et ses mystères dans le monde moderne.
Il vit à Milan jusqu’en 1978, puis se rend et travaille en France et en Espagne. Au milieu de sa carrière (1981-1985), il s’isole sur l’île de Panarea où il découvre  « une vision qui mélange son univers artistique et son univers humain ».  Bien plus qu’un voyage hors du temps, il s’agit pour lui d’un « voyage à l’intérieur de l’être humain », qui marquera à jamais sa vie et son œuvre. À son retour dans le monde, il s’installe à Mogliano Veneto (Trévise) pendant 4 ans, et partage ensuite son travail entre Pietrasanta (Lucques), Los Angeles et Marseille.
Son voyage prendra fin dans la cité phocéenne le 20 janvier 2003.
Sebastiano Fini aura consacré l’essentiel de son art à la femme, tiraillée entre Liberté, Nature et simple condition humaine. Ces femmes d’aluminium prisonnières du métal, symbole d’une société stéréotypée ou encore ces roches anthropomorphes sont le témoignage de cette longue recherche sur l’identité.
Éternel insatisfait, il travaillera tour à tour le marbre, le bronze, l’aluminium, s’exprimera avec la peinture à huile, la musique ou encore la photographie.  Il laisse derrière lui une œuvre riche, multisupports, que l’on retrouve aujourd’hui dans des musées du Nouveau Monde (Weber Gallery, New York & Chicago) ainsi que dans de nombreuses collections d'entreprise (Benetton, Lavazza, Alumix, Nordica, Cano…)

## Expositions et collections

### Collections d'entreprise[3]
- Benetton Sportsystem (États-Unis – Italie)
- Stefanel (États-Unis – Italie)
- Alumix (Royaume-Uni – Italie)
- Procter & Gamble (États-Unis)
- Nordica (États-Unis – Italie)
- Canon   (États-Unis – Italie)
- Lavazza Coffee (États-Unis)
- Kotobuki (Japon)
- Chambre de commerce (France)

### Expositions privées[4]
- Chicago       - Marianne Weber - 1989
- New York	- Eitingon Gallery - 1990
- New York	- Metroplitan Museum - 1990
- Hambourg	- Galerie Rose - 1991
- Cologne      - Art cologne- 1991
- Cologne		- Galerie Apicalla - 1991
- Saragosse	- Museo Pablo Gargallo - 1991
- Milan	- Galleria L’Agrifolio - 1992
- Édimbourg	- Talbot Rice Museum - 1992
- Milan         - Studio d’Ars - 1994
- Milan  	- MIART (Weber N.Y.C)-1995
- Cologne	- Art Cologne - 1996
- Tokyo	- IKU Gallery - 1996
- Cologne	- Art Cologne - 1997
- Venise	- Naviglio Venazia - 1997
- Cologne	- Galerie Bergner	- 1998
- Francfort	- Art Frankfurt - 1999
- Aix-en-Provence - Musée Espace Sextius - 1999
- Minneapolis	- Ciment space - 2000
- New York	- Sidney Janis - 2000
- San Francisco	- Horizon Gallery - 2000

## Autres sources
- Yves Gerbal, Hommage à Sebastiano Fini, l'art survit,  2003
- Patrick Boulanger, Hommage à Sebastiano Fini[5], "Art & Savonnerie - L'amande", 2007
- Yves Gerbal, L’Art robuste – La Marseillaise, 1999
- Pier-Paolo Bianchi, Ombres et Lumières, Art Sud Méditerranée, no 10, 1996